# جیمز بی. گروم
جیمز بی. گروم (به انگلیسی: James B. Groome) سناتور سابق عضو حزب دموکرات ایالات متحده آمریکا بود. وی در سال ۱۸۷۹ تا ۱۸۸۵ میلادی سناتور ایالت مریلند در سنای ایالات متحده آمریکا بود.